# La pupilla riaccesa
La pupilla riaccesa è un film muto italiano del 1916 diretto da Eugenio Perego.